# Ricardo Chambers
Ricardo Chambers (7 ottobre 1984) è un ex velocista giamaicano, specializzato nei 400 metri piani.

## Biografia
Nato nella parrocchia di Trelawny, Chambers si è trasferito negli Stati Uniti a studiare, grazie ad una borsa di studio, all'Università statale della Florida, gareggiando per la squadra universitaria con cui ha vinto una medaglia d'argento ai Campionati NCAA del 2006. Internazionalmente ha gareggiato per la Giamaica a livello seniores a partire dal 2006 e, l'anno successivo, partecipando ai Mondiali previsti per il 2007. L'anno successivo ha preso parte ai Giochi olimpici di Pechino 2008, correndo sia individualmente che in staffetta.
Nel 2010, Chambers è stato selezionato per rappresentare le Americhe in Coppa continentale, vincendo una medaglia d'argento nei 400 metri individuali, alle spalle del compagno di squadra Jeremy Wariner, e quella d'oro con la staffetta. Dopo una pausa con la nazionale, ritornerà a gareggiare nel biennio 2015-2016, infilando una serie di quarte posizioni con la squadra di staffetta.

## Palmarès
| Anno | Manifestazione       | Sede          | Evento      | Risultato  | Prestazione | Note                                     |
| ---- | -------------------- | ------------- | ----------- | ---------- | ----------- | ---------------------------------------- |
| 2006 | Campionati NACAC U23 | Santo Domingo | 400 m piani | Oro        | 45"09       |                                          |
| 2006 | Giochi CAC           | Cartagena     | 400 m piani | 5º         | 45"73       |                                          |
| 2006 | Giochi CAC           | Cartagena     | 4×400 m     | Oro        | 3'01"78     |                                          |
| 2007 | Mondiali             | Osaka         | 400 m piani | Semifinale | 45"18       |                                          |
| 2007 | Mondiali             | Osaka         | 4×400 m     | 4º         | 3'00"76     |                                          |
| 2008 | Giochi olimpici      | Pechino       | 400 m piani | Semifinale | 45"09       |                                          |
| 2008 | Giochi olimpici      | Pechino       | 4×400 m     | 7º         | 3'01"45     |                                          |
| 2009 | Mondiali             | Berlino       | 400 m piani | Semifinale | 45"13       | Miglior prestazione personale stagionale |
| 2009 | Mondiali             | Berlino       | 4×400 m     | Batteria   | 3'04"45     |                                          |
| 2010 | Mondiali indoor      | Doha          | 400 m piani | Semifinale | 48"02       |                                          |
| 2010 | Mondiali indoor      | Doha          | 4×400 m     | Finale     | dnf         |                                          |
| 2015 | World Relays         | Nassau        | 4×400 m     | 4º         | 3'00"23     |                                          |
| 2015 | Giochi panamericani  | Toronto       | 4×400 m     | 6º         | 3'01"97     |                                          |
| 2015 | Campionati NACAC     | San José      | 400 m piani | Bronzo     | 45"37       |                                          |
| 2015 | Mondiali             | Pechino       | 4×400 m     | 4º         | 2'58"51     |                                          |
| 2016 | Mondiali indoor      | Portland      | 400 m piani | Batteria   | 47"07       |                                          |
| 2016 | Mondiali indoor      | Portland      | 4×400 m     | 4º         | 3'06"02     |                                          |

## Altre competizioni internazionali
2010
- Argento in Coppa continentale ( Spalato), 400 m piani - 44"59
- Oro in Coppa continentale ( Spalato), 4×400 m - 2'59"00